# Netelia strigilobus
Netelia strigilobus är en stekelart som beskrevs av Henry Keith Townes, Jr. 1939. Netelia strigilobus ingår i släktet Netelia och familjen brokparasitsteklar. Inga underarter finns listade i Catalogue of Life.